# Plouay
Plouay (en bretó Ploue) és un municipi francès, situat a la regió de Bretanya, al departament d'Ar Mor-Bihan. L'any 2006 tenia 5.112 habitants. Cada any s'hi celebra la cursa ciclista, Grand Prix Ouest France-Plouay.

## Gentilici
Els habitants de Ploue o Plouay es diuen Plouaysiens (masculí) o Plouaysiennes (femení) en francès i Plouead (Ploueiz), Ploueadez (-ed) en bretó.

## Llengua bretona
El 10 de febrer de 2006 el consell municipal va aprovar la carta Ya d'ar brezhoneg. A l'inici del curs 2007 el 10,2% dels alumnes del municipi eren matriculats a la primària bilingüe.

## Demografia
| Evolució de la població Cassini et INSEE |       |       |       |       |       |       |       |       |
| 1793                                     | 1800  | 1806  | 1821  | 1831  | 1836  | 1841  | 1846  | 1851  |
| 3 656                                    | 3 516 | 3 602 | 3 632 | 3 816 | 4 210 | 4 047 | 4 308 | 4 362 |

| 1856  | 1861  | 1866  | 1872  | 1876  | 1881  | 1886  | 1891  | 1896  |
| ----- | ----- | ----- | ----- | ----- | ----- | ----- | ----- | ----- |
| 4 560 | 4 360 | 4 281 | 4 093 | 4 261 | 4 526 | 4 539 | 4 430 | 4 572 |

| 1901  | 1906  | 1911  | 1921  | 1926  | 1931  | 1936  | 1946  | 1954  |
| ----- | ----- | ----- | ----- | ----- | ----- | ----- | ----- | ----- |
| 4 697 | 4 777 | 4 920 | 4 821 | 4 772 | 4 590 | 4 380 | 5 120 | 4 112 |

| 1962  | 1968  | 1975  | 1982  | 1990  | 1999  | 2006 | 2011 | 2016 |
| ----- | ----- | ----- | ----- | ----- | ----- | ---- | ---- | ---- |
| 3 964 | 3 876 | 4 053 | 4 368 | 4 834 | 4 759 | -    | -    | -    |

| 2019 | - | - | - | - | - | - | - | - |
| ---- | - | - | - | - | - | - | - | - |
| -    | - | - | - | - | - | - | - | - |

## Administració
| Període   | Identitat        | Partit |
| --------- | ---------------- | ------ |
| 1959-1989 | Yves Le Cabellec |        |
| 1989-     | Jacques Le Nay   | UDF    |